# Jiří Hudec (Leichtathlet)
Jiří Hudec (* 15. August 1964 in Brünn, Tschechoslowakei) ist ein ehemaliger tschechischer Hürdenläufer, dessen Spezialstrecke die 110-Meter-Distanz ist und der bis 1992 für die Tschechoslowakei an den Start ging. Seinen größten Erfolg feierte er mit dem Gewinn von drei Medaillen über 60 m Hürden bei Halleneuropameisterschaften.

## Sportliche Laufbahn
Erste Erfahrungen bei internationalen Meisterschaften sammelte Jiří Hudec vermutlich im Jahr 1983, als er bei den Junioreneuropameisterschaften in Schwechat in 13,85 s die Goldmedaille über 110 m Hürden gewann. Im Jahr darauf gewann er bei den Halleneuropameisterschaften in Göteborg in 7,77 s die Bronzemedaille im 60-Meter-Hürdenlauf hinter dem Polen Romuald Giegiel und György Bakos aus Ungarn und 1985 gewann er bei den Halleneuropameisterschaften in Piräus in 7,68 s die Silbermedaille hinter dem Ungarn Bakos. 1987 kam er bei den Halleneuropameisterschaften in Liévin im Finale über 60 m Hürden nicht ins Ziel und im Juli belegte er bei der Sommer-Universiade in Zagreb in 13,68 s den vierten Platz über 110 m Hürden. Anschließend erreichte er bei den Weltmeisterschaften in Rom das Halbfinale und schied dort mit 14,06 s aus. Im Jahr darauf nahm er an den Olympischen Sommerspielen in Seoul teil und schied dort mit 13,73 s ebenfalls im Semifinale aus. 1989 belegte er bei den Halleneuropameisterschaften in Den Haag in 7,69 s den vierten Platz über 60 m Hürden und schied im 60-Meter-Lauf mit 6,69 s im Halbfinale aus. Kurz darauf schied er bei den Hallenweltmeisterschaften in Budapest mit 7,82 s im Semifinale über 60 m Hürden aus und kam über 60 Meter mit 6,76 s nicht über den Vorlauf hinaus. Im August schied er bei den Studentenweltspielen in Duisburg mit 13,70 s im Halbfinale über 110 m Hürden aus und 1990 belegte er bei den Halleneuropameisterschaften in Glasgow in 7,64 s den fünften Platz über 60 m Hürden. Im Jahr darauf schied er bei den Hallenweltmeisterschaften in Sevilla mit 7,67 s im Halbfinale aus und im Sommer schied sie bei den Freiluft-Weltmeisterschaften in Tokio mit 13,95 s ebenfalls im Semifinale über 110 m Hürden aus. 1992 gewann er bei den Halleneuropameisterschaften in Genua in 7,72 s die Bronzemedaille über 60 m Hürden hinter dem Letten Igors Kazanovs und Tomasz Nagórka aus Polen.
1993 erreichte er für Tschechien startend bei den Hallenweltmeisterschaften in Toronto das Halbfinale über 60 m Hürden und schied dort mit 7,83 s aus. Im August kam er dann bei den Weltmeisterschaften in Stuttgart mit 14,18 s nicht über die erste Runde über 110 m Hürden hinaus. Im Jahr darauf belegte er bei den Halleneuropameisterschaften in Paris in 7,72 s den sechsten Platz über 60 m Hürden und 1995 kam er bei den Hallenweltmeisterschaften in Barcelona mit 7,84 s nicht über den Vorlauf hinaus, woraufhin er seine aktive sportliche Karriere im Alter von 31 Jahren beendete.
In den Jahren 1984 und 1992 wurde Hudec tschechoslowakischer Meister im 110-Meter-Hürdenlauf sowie 1984 und 1985, 1987, 1989 und 1990 Hallenmeister über 60 m Hürden. Zudem wurde er 1989 auch Hallenmeister im 60-Meter-Lauf. Für Tschechien wurde er 1993 Landesmeister über 110 m Hürden sowie 1994 und 1995 Hallenmeister über 60 m Hürden.

## Persönliche Bestzeiten
- 100 Meter: 10,41 s (+0,4 m/s), 21. Juni 1988 in Prag
  - 60 Meter (Halle): 6,61 s, 4. Februar 1989 in Jablonec nad Nisou
- 110 m Hürden: 13,48 s (+1,4 m/s), 1. September 1987 in Rom
  - 50 m Hürden (Halle): 6,47 s, 15. Februar 1992 in Prag
  - 60 m Hürden (Halle): 7,60 s, 24. Februar 1989 in Karlsruhe